# مارشال وايت
مارشال وايت (بالإنجليزية: Marshall White)‏ هو رافع أثقال ‏ أمريكي، ولد في 30 أبريل 1982 في هيوستن في الولايات المتحدة.